# Meganaclia sippia
Meganaclia sippia là một loài bướm đêm thuộc phân họ Arctiinae, họ Erebidae.